# Nomisma (moneta)
Nòmisma è la moneta d'oro dell'impero romano d'Oriente alla base delle riforme finanziarie volute dall'imperatore Giustiniano I (527-565). Era il successore del solido (da cui deriva il termine "soldo").
Il nòmisma fu il principale mezzo di scambio internazionale per almeno sette o otto secoli fino all'avvento del fiorino e del ducato,  messi in circolazione solo nel XIII secolo.